# 浅野嘉久
浅野 嘉久（あさの よしひさ、1942年2月25日 - ）は、日本の起業家、生化学・栄養学者。博士号（女子栄養大学保健学・衛生学）。野口医学研究所創立者、評議員（終身）、名誉理事。一般社団法人野口医学研究所 社員総代。国際個別化医療学会顧問。米国日本人医師協会会員 (JMSA,NY)。Thomas Jefferson University Member of Faculty & Visiting Scholar Public Health & Health Education（客員教授）、ベトナム、ダラット省ベトナム国立ダラット大学客員教授。

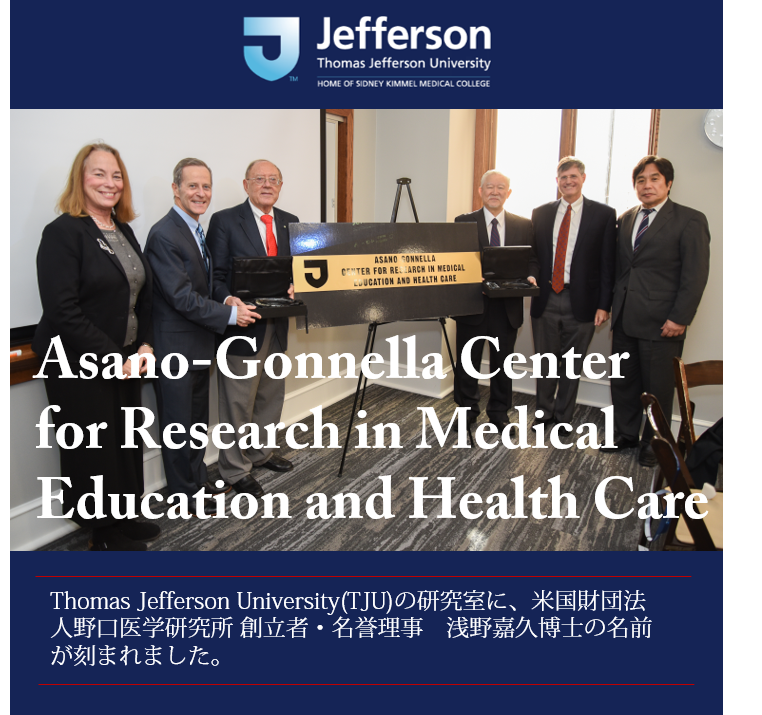
Asano-Gonnella Center for Research in Medical Education & Health Careの告知

## 人物・来歴
1942年（昭和17年）、浅野定雄の長男として東京都に誕生。小、中学校、高等学校時代を名古屋市で過ごし、汐路中学校、昭和高等学校を経て1960年東京理科大学理学部化学科入学と同時に東京へ戻る。1964年東京理科大学理学部化学科卒業。1963年交換学生として東京大学医学部栄養学（第二生化学）教室吉川春寿教授（後の医学部長）の研究室に入る。米山良昌助教授（後に金沢大学医学部第一生化学教授、日本生化学会終身会頭）の下で研究生となり血液学を学ぶ。その研究生時代の指導教官であった浅倉稔生博士より野口英世に関する知識を得る。
東京理科大学卒業に次いで東京大学医学部研究生終了後、持田製薬株式会社入社、エッソ・スタンダード石油株式会社、ブリストル・マイヤーズ株式会社を経て、恩師らの財団設立に協力する為、1983年澤田崇志（後に野口医学研究所専務理事、評議員会副会長）らとエー・エス・エー株式会社を設立し代表となる。
1983年野口英世博士の名を戴く財団設立後は、インターナショナルヘルスサービス株式会社、及び一般社団法人野口医学研究所等を設立し代表となり、米国財団野口医学研究所の普遍活動に従事する。後にNPO法人野口医学研究所を設立し、日本国内の普及にも携わる。
1998年香川栄養学園女子栄養大学大学院入学、2009年3月修了、2010年香川栄養学園女子栄養大学（香川芳子学長）から博士号（保健学・衛生学）を授与され、学会活動にも積極的に参加する。
2010年7月Thomas Jefferson University Dean Emeritus, Chairman & Professor Joseph S. Gonnella博士によりMember of Faculty & Visiting Scholar（Public Health & Health Education 客員教授）を委嘱される。
2017年5月ベトナム、ダラット省に在るベトナム国立ダラット大学より客員教授の委嘱をされる。
現在は「食育」「医食同源」「美と健康」「統合医療」などを講演する。

## 著書
- 『ぜん息　地獄の苦しみから解放された』 浅野嘉久　DSP出版、2003年1月
- 『髪の毛がよみがえる　- Dr.野口方式のすごさ』 浅野嘉久　DSP出版、2004年9月
- 『ホスピタルサバイバル』　浅野嘉久　中井基晴　野口医学研究所　2005年　5月
- 『国民主役医療への道』 野口医学研究所フェロー、浅野嘉久　日本医療企画出版、2006年12月
- 『美しい日本の医療』 町淳二、津田武、浅野嘉久　金原出版、2008年12月
- 『医者いらず、金いらず』 野口哲英、浅野嘉久　幻冬舎、2010年2月
- 『臨床指導はこうやる』津田武　浅野嘉久　はる書房、2014年12月

## 学会
- 日本公衆衛生学会
- 日本防菌防黴学会
- 国際個別化医療学会
- JMSA（米国日本人医師協会）